# Ват Сакет
Ват Сакет (тайский: วัดสระเกศราชวรมหาวิหาร) — буддийский храм в Бангкоке, Таиланд. Расположен в восточной части Старого города (район Пхра Накхон), напротив Ват-Ратчанадда, выходит на улицу Борипхат. 
Храм относится ко времени эры Аюттхаи, когда его назвали Ват Сакае. Король Рама I отремонтировал храм и переименовал его в Ват Сакет. Во время правления короля Рамы III была построена покрытая золотом чеди на высоком искусственном холме, и из-за этого к храму был добавлен титул Чеди Пху Кау Тхонг (Золотая гора, ภูเขาทอง). Гора олицетворяет один из символов буддизма, гору Меру. Однако строительство оказалось неудачным из-за слабости грунта, и гора просела. Ремонт был проведён при короле Раме V, после чего храм снова переименовали в Суваннабанпхот — то же, что и Золотая гора, только на санскрите. Это здание стало популярной достопримечательностью в Бангкоке, однако, остальная часть храма посещается меньше.
В конце XIX века ват использовался для кремации, в основном бедного населения.
До постройки храма Ват Арун (79 метров) Золотая гора высотой 76 метров была самым высоким зданием Бангкока.

## Галерея

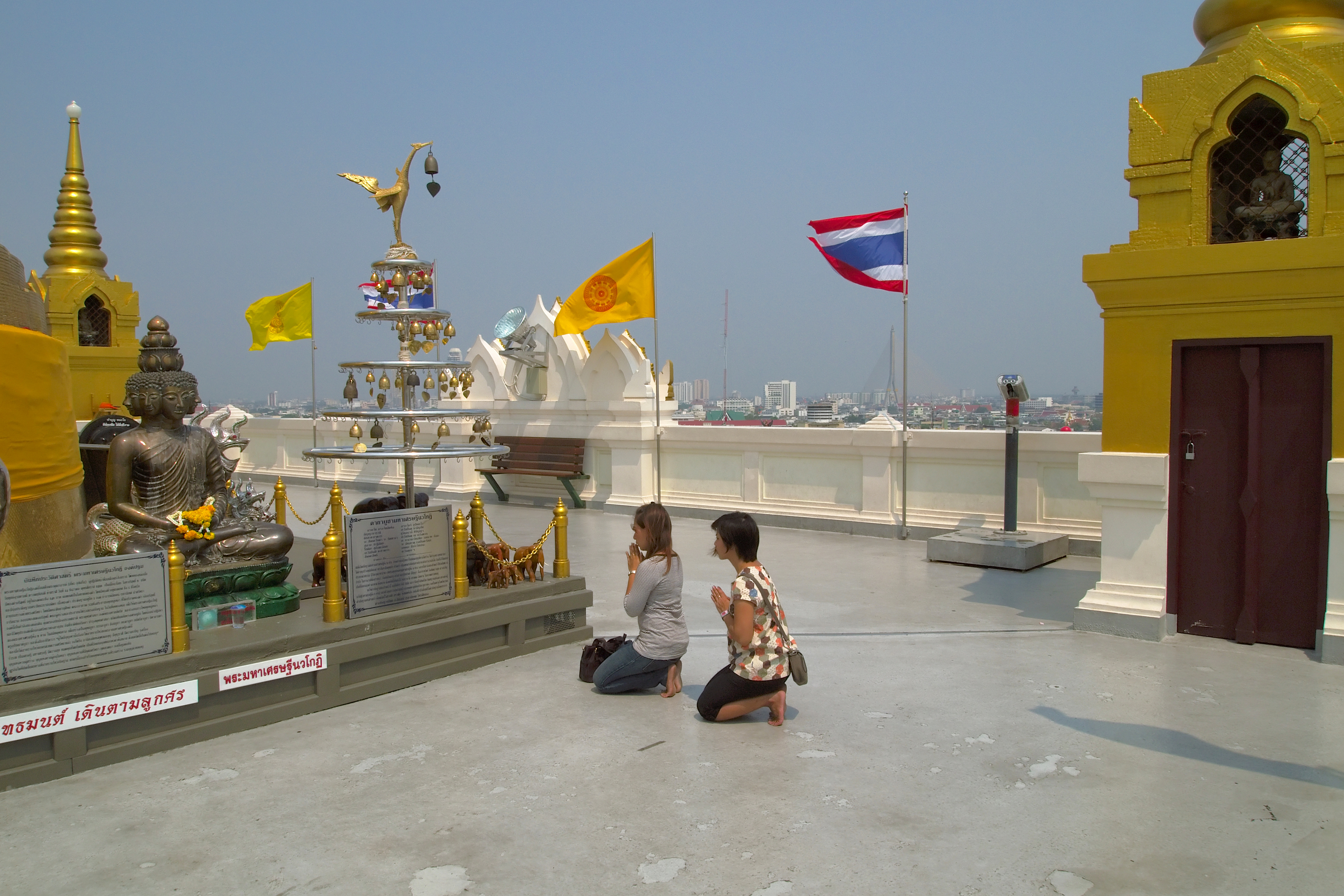
Молитва
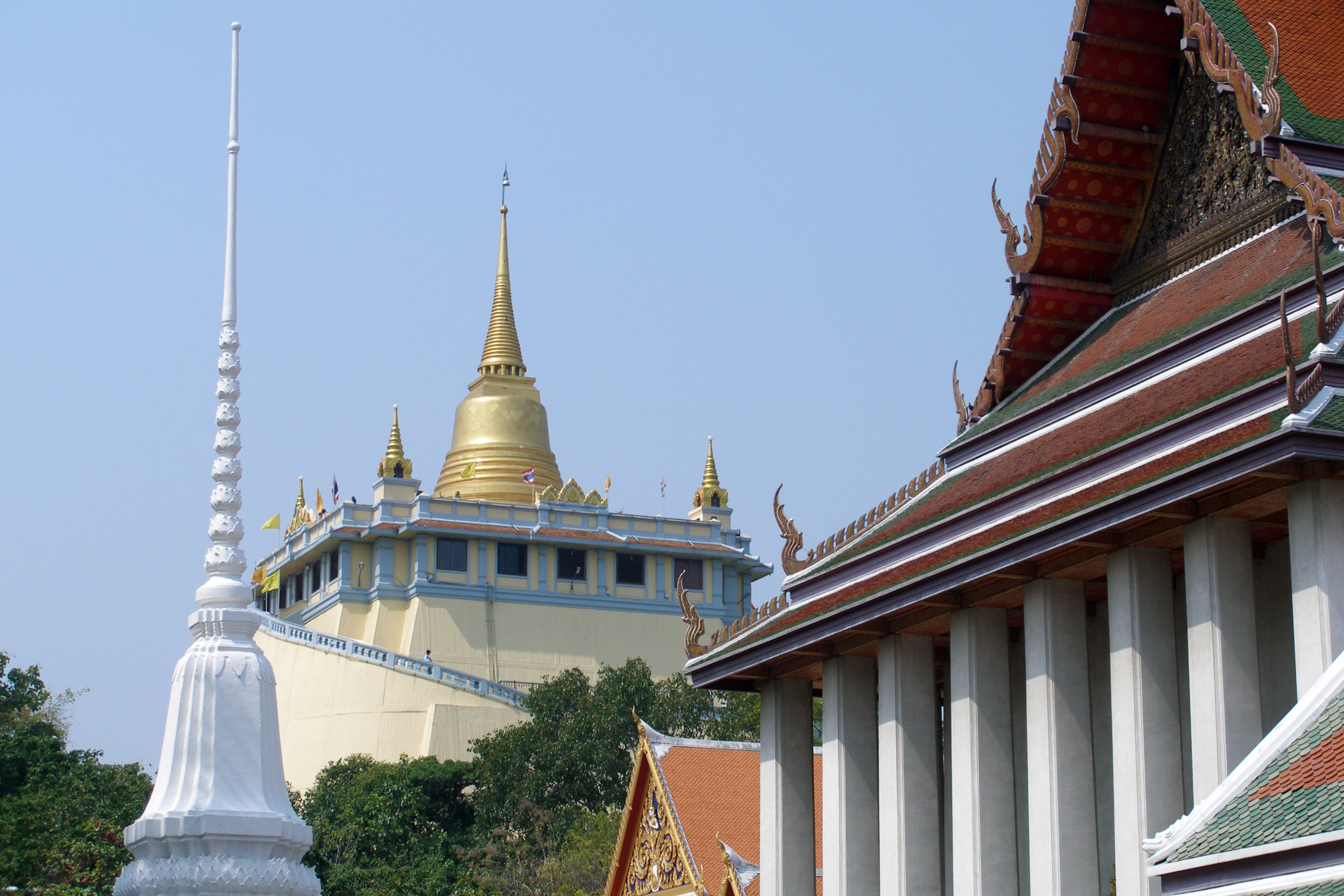
Золотая гора
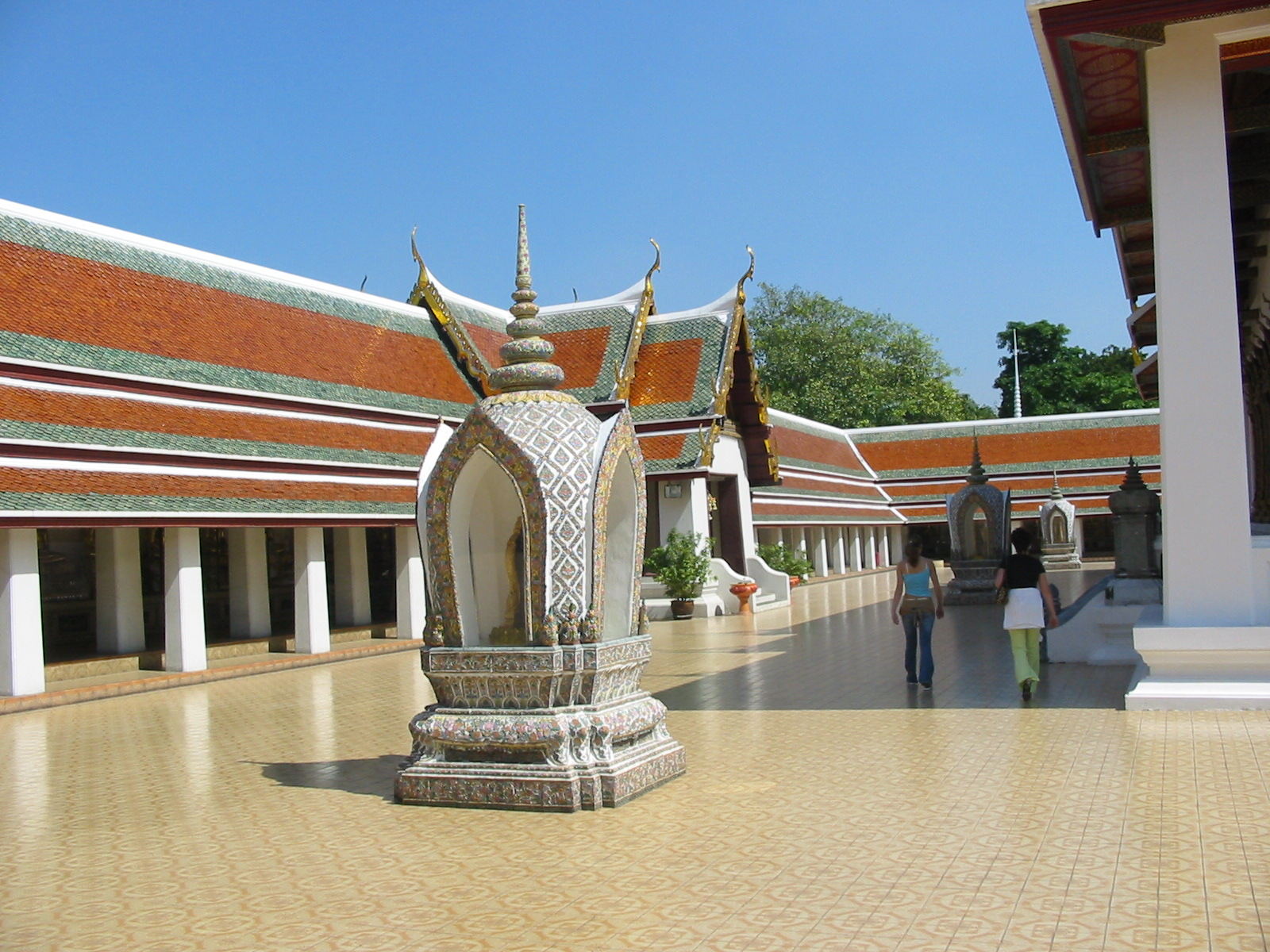
Интерьер
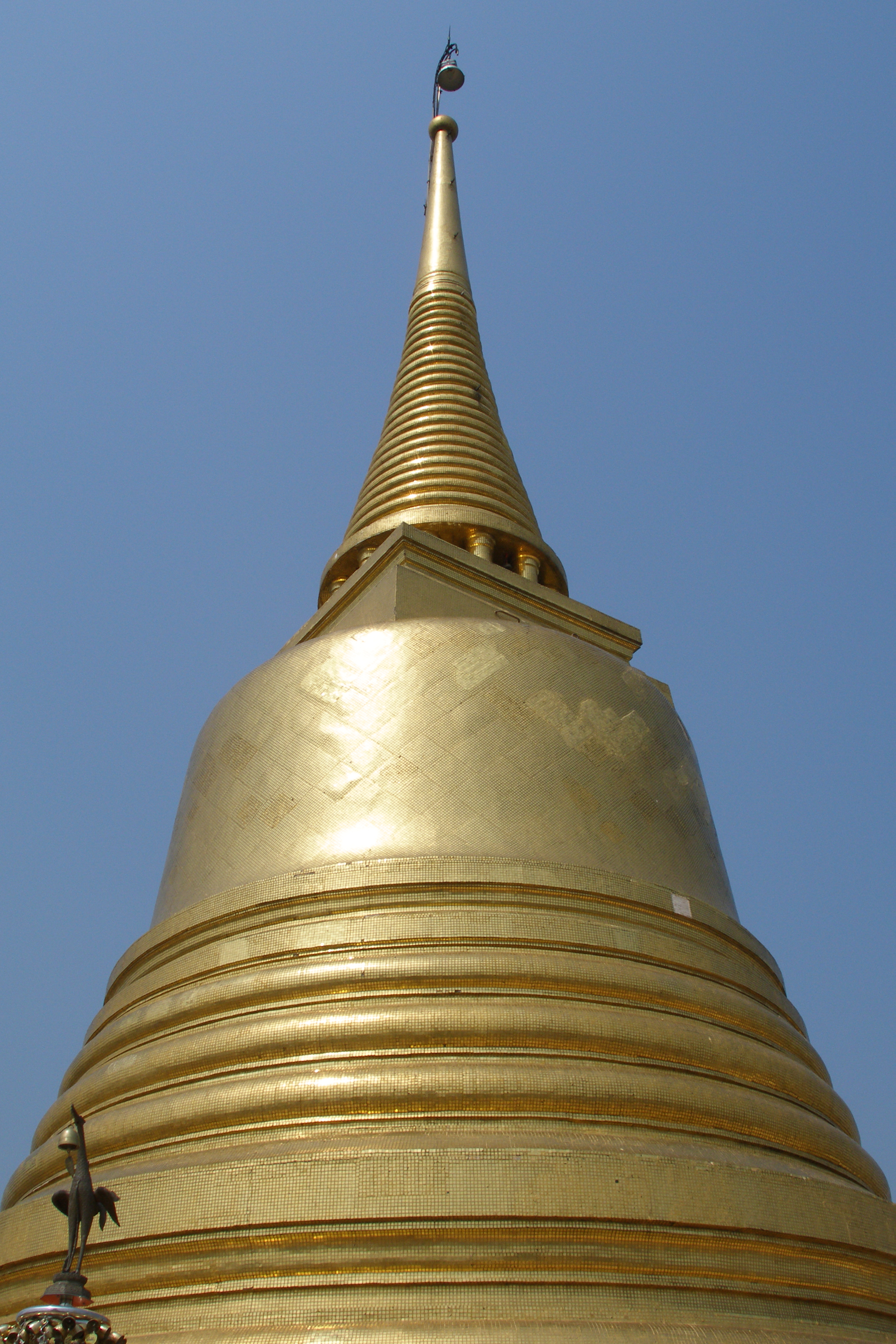
Золотая ступа
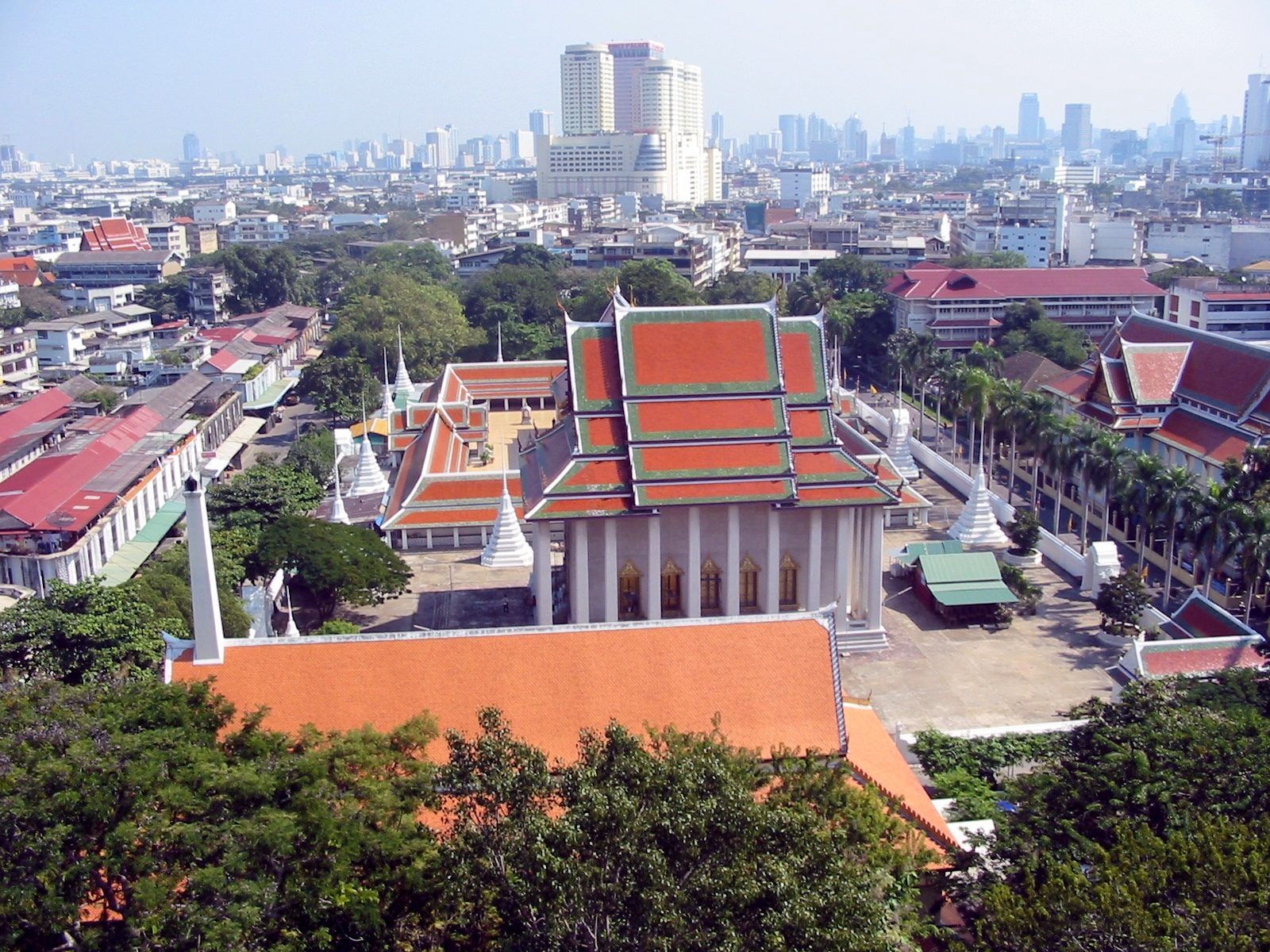
Общий вид
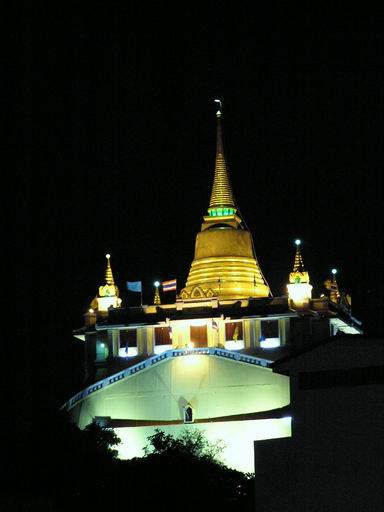
Ночной вид